# Ulysses: Jeanne d'Arc and the Alchemist Knight
Жанна д'Арк і Лицар-Алхімік (яп. ユリシーズ ジャンヌ・ダルクと錬金の騎士, Юрішідзу Джянну Даруку то Ренкін но Кіші) — ранобе за авторства Касуґа Мікаґе, та заснована на ньому манґа Ulysses: Jeanne d'Arc to Hyakunen Sensō no Himitsu (ユリシーズ ジャンヌ・ダルクと百年戦争のひみつ) від Шінби Яґі і Хірафумі, та аніме-серіал.

## Сюжет
Події розгортаються під час Сторічної війни, більшість персонажів є історичними особами, але сюжет заснований на магії та алхімії. Головний герой на ім'я Монморенсі мріє знайти Філософський камінь й через це практикує алхімію.
Після того, як англійська армія окупувала північну Францію, мало не усі його друзі пішли до армії, але поперед цього вони обіцяють завжди залишатися друзями. Незабаром, його кохана Річмонд зникає безвісти після поразки у битві під Азенкуром. Монморансі знайшов уламок від її меча та вирішив, що вони загинула. Зустрівши фею на ім'я Астарот, він уклав договір, за яким вона навчає його алхімії, за що він стає її рабом. Минає сім років, й Монморансі перетворюється на великого та могутнього алхіміка та отримує філософський камінь. Випадково, він зустрічає дівчину на ім'я Жанна, яку раптово було смертельно поранено англійцями. Монморансі рятує її, використовуючи для цього половину філософського каменю. Дівчина виживає та отримує сили Улісу. У цьому дуеті вони повинні захистити батьківщину від англійців та допомогти коронації принцеси Шарлотти.

## Перелік персонажів
Монморансі — головний герой, юний чоловік, володіє алхімією. Закоханий у Жанну, але через її повинну залишатися незайманою, обіцяє дівчині ніколи не одружуватися.
- Сейю — Осака Рьота[2]

Жанна д'Арк — 12-річна дівчина, яку Монморансі врятував від смерті. За допомогою філософського каменя отримала надприродні сили.
- Сейю — Оно Юко[2]

Астарот — фея-володарка філософського каменю.
- Сейю — Тоджьо Хісакі[2]

Ля Тремойль — кузен Монморансі, зрадник та садист.
- Сейю — Абе Ацуші[2]

Річмонд — кохана Монморенсі, лицар та чудова вояка. Потрапила до англійського полону, але згодом змогла втекти. Після зустрічі з Монморансі пробачила його та врятувала від армії Ля Тремойля.
- Сейю — Нумакура Манамі[2]

Філіппіта — спадкоємниця Бургундського трону, давня подруга Монморансі. Згодом, отримала силу Улісу та намагалася вбити Жанну.
- Сейю — Такада Юкі[2]

Шарлотта третя донька королівської родини Валуа, давня подруга Монморансі. Після загибелі братів у Битви під Азенкуром стало головною спадкоємницею трону.
- Сейю — Оніші Саорі[2]

Ля Гир — найманка, яка очолює загін найманців відправлених Шарлоттою для захисту Домремі. Єдиний персонаж серії, який використовує вогнепальну зброю (пістолет з ґнотовим замком).
- Сейю — Ішіґамі Шідзука[2]

Алонсон — молодший брат Річмонд, командувач французької армії в облозі Орлеану.
- Сейю — Маджіма Джюнджі[2]

Бастард — позашлюбний кузен Шарлотти, зазвичай предбачає жіночий одяг, але є талановитим військовим.
- Сейю — Кувахара Юкі[2]

Сайнтораю — найманець, другий у команді Ля Гір, заколиханий у неї.
- Сейю — Такахаші Хіденорі[2]

## Видання

### Ранобе
| № | Дата виходу       | ISBN                   |
| - | ----------------- | ---------------------- |
| 1 | 25 серпня 2015    | ISBN 978-4-08-631011-6 |
| 2 | 25 серпня 2015    | ISBN 978-4-08-631064-2 |
| 3 | 22 квітня 2016    | ISBN 978-4-08-631108-3 |
| 0 | 25 жовтня 2017    | ISBN 978-4-08-631210-3 |
| 4 | 23 лютого 2018    | ISBN 978-4-08-631233-2 |
| 5 | 21 вересня 2018   | ISBN 978-4-08-631265-3 |
| 6 | 22 листопада 2018 | ISBN 978-4-08-631277-6 |

### Манґа
Манґу було створено манґаками на ім'я Шінба Яґі та Хірафумі. Її сюжет трохи відрізняється від сюжетів аніме і манґи.
| № | Дата виходу    | ISBN                   |
| - | -------------- | ---------------------- |
| 1 | 19 жовтня 2018 | ISBN 978-4-08-891153-3 |

### Аніме
Аніме-серіал від AXsiZ транслювався з 7 жовтня до 30 грудня 2018 року в телемережі Tokyo MX та інших японських телемережах. Директором серіалу був Ітаґакі Шін, сценаристом Кінґецу Рюноске, дизайн персонажів було виконано Савадою Джьоджі, композитором працював Івасакі Таку. Темою опенінґу була «Libération» (яп. リベラシオン) від Фучіґамі Маї, темою ендингу була «Hundred years' melammu» (яп. 百年のメラム) від Rionos. За допомогою компанії Crunchyroll, згідно з Funimation було зроблено англомовне дублювання. Аніме серіал складається з 12 серій. 27 жовтня 2018 унаслідок невідомих причин, AXsiZ було анонсовано про те що 9 серію буде демонстровано тижнем пізніше.
| № | Назва                                                                            | Дата виходу в Японії |
| --- | -------------------------------------------------------------------------------- | -------------------- |
| 1 | «Алхімія і феї» «Renkinjutsu to, Yōsei to» (錬金術と、妖精と)                    | 7 жовтня 2018        |
| У 1415 році у Франції, учень середньої школи на ім'я Монморансі та його подруги дитинства Річмонд, Шарлотта та Філіппіта зустрічаються у нічному лісі, де Монморансі розповідає про своє бажання знайти Філософський камінь. Триває сторічна війна, й через це, незабаром школу ліквідують, Річмонд іде до армії та зникає безвісти. Монморансі знаходить уламок її меча та вирішує, що вона загинула. Шарлотта опиняється у палаці, Філіппіту повертають до окупованої англійцями Бургундії. Монморансі залишаєтеся самотнім, але незабаром зустрічає фею на ім'я Астарот й укладає з нею договір. Після тривалих спроб, він отримує філософський камінь, але розуміє, що минуло вже сім років. |                                                                                  |                      |
| 2 | «Дівчина на ймення Жанна» «Jan'nu to iu shōjo» (ジャンヌという少女)              | 14 жовтня 2018       |
| Монморансі разом з Астарот мандрує крізь спустошену війною Франції з метою отримати повну силу Улісу. У Домремі він зустрічає дванадцятирічну дівчину на ім'я Жанна. Селище захищає найманка Ля Гір, але раптова атака англійців знищує погано озброєних найманців. Жанна отримує смертельне поранення. Використавши половину філософського каменю, Монморансі врятував їй життя. Дівчина перетворилася на Уліса та знищила усіх англійців, проте після цього намагалася вбити Ля Гір та її останніх найманців. Лише через обмеженість часу (3 хвилини) перебування у стані Улісу, найманці залишилися живими. |                                                                                  |                      |
| 3 | «Палацові інтриги» «Bōryaku no kyūtei e» (謀略の宮廷へ)                          | 21 жовтня 2018       |
| Монморансі поширює чутки про Жанну, як незайману Святу Діву та її божественну місію — врятувати Францію від англійців. Після значного поширення відомості Жанни, її разом з Монморансі викликають до замку Шінон, де вони пропонують принцесі Шарлотті посвятити Жанну в лицарі та дати їй звання командира французької армії. Вважаючи, що Жанна є черговою шарлатанкою й лише намагається брехнею придбати грошей, Шарлотта намагається обдурити дівчину та залишає на троні свою службовку, проте Жанна за допомогою Астарот, раптово розуміє це. Після цього авторитет дівчини значно покращився. незабаром, Жанна рятує Шарлотту від асасинів, проте останній з вбивць на ім'я Жіральд задає Жанні поразки та розповідає Шарлотті про намір вбити дівчину та отримати філософський камінь. Того ж часу, Монморансі опиняється у пастці Ля Тремойля — свого власного кузена, якій став чиновником Шарлотти. У в'язниці він зустрічає Рішмонд, яка вижила під час битви, але потрапила до англійського полону, втекла та була звинувачена у зраді після повернення до батьківщини. Вона звинувачує Монморансі, який залишив її на сім років, порушивши тим самим клятву, але йому вдаєтеся доказати свою невинність. |                                                                                  |                      |
| 4 | «Для кого ця клятва» «Ano yakusoku wa daregatameni» (あの約束は誰がために)       | 28 жовтня 2018       |
| Ля Тремойль розповідає Монморансі про свій намір укласти договір з англійцями щодо капітуляції Франції та Створення незалежної держави на півдні Франції на чолі з Філіппітою. Але Ля Гір та її найманці встигають врятувати Манморансі та Річмонд, після цього вони разом йдуть до Шарлотти та Жанни, яких захопив Жіральд. Щоб отримати філософський камінь, Жіральд намагається розрізати дівчинці живіт, у якому він знаходиться, але Монморансі вдається вмовити його забрати другу половину каменю та залишити життя Жанні. Жіральд гине, помилково проковтнувши філософський камінь. Монморансі запропонує Шарлотту об'єднати Францію проти англійців, вона згоджується та надає Жанні лицарства та командування армією за допомогою Монморансі. Ля Тремойль втикає та планує помсту. |                                                                                  |                      |
| 5 | «Доказ чистоти» «Junketsu no shōmei» (純潔の証明)                                | 4 листопада 2018     |
| Для повернення Реймсу потрібно перемогти англійців, які оточили Орлеан. Шарлотта має дуже мало солдатів, й через це Річмонд починає пошук свого брата, але він відмовляється брати участь у війни, щоб дочекатися перемоги будь-якої країни. Ля Тремойль повертається до Шінону з листів інквізиції, у якому є наказ перевірити цноту Жанни, тобто відкинути ймовірність допомоги Жанни дияволом. Монморансі й Шарлотта відмовляються робити це, вважаючи можливість зґвалтування дівчини. Річмонд відмовляється брати участи у захисті палацу. Ля Тремойль з'являється з бандою, яка вимагає від Шарлотти дозволити провести перевірку Жанни. Жанна перетворюється на Уліса, через це усі розуміють її святість. У тій же час у Бургундії Філіппіта надягає магічний шолом та перетворюється на чорного Улісу. |                                                                                  |                      |
| 6 | «Прах до праху» «Haihahaini» (灰は灰に)                                          | 11 листопада 2018    |
| Жанна та Монморансі приводять армію до оточеного Орлеана, який захищає брат Річмонд на ім'я Алонсон та Бастард — позашлюбний кузен Шарлотти. Проте Алонсон відмовляється від допомоги та починає атаку на англійців. Спочатку, він задає ворогам поразку, але незабаром серед них з'являється чорний уліс — Філіппіта, яка вбиває мало не усіх французьких солдатів та важко ранить Алонсона. Жанна та Монморансі відбивають атаку Філіппіти, змушуючи її відступати й через це вступають до Орлеана. Французи звільняють багато палаців та фортець біля міста. Англійський найманець та полювальник на улісів на ім'я Бедфорд разом з Філіппітою вирішує вбити Жанну. Віра у Жанну швидко зростає, й французи намагаються атакувати міцну фортецю Ля Турель, незважаючи на застереження Алонсона, Монморансі та навіть Жанни. Під час битви Жанна зустрічається з Філіппітою. Водночас їх атакує Бедфорд, він пронизує їх серця Списом Лонгина. Поразка Жанни деморалізує французів, які швидко відступають від фортеці. |                                                                                  |                      |
| 7 | «Дощ і спогади в Бретані» «Ame to tsuioku no burūtānyu» (雨と追憶のブルターニュ) | 18 листопада 2018    |
| Французька армія зупиняється у монастирі Августинів біля фортеці Ля Туреля. Жанна повністю втрачає свідомість, але залишається живою, попри втрату серця. Астарот розповідає Монморансі про єдину можливість врятувати дівчину, тобто знайти меч Екскалібур — інший філософський камінь, що лікує травми та поранення. Оскільки меч знаходиться на батьківщині Монморансі — Бретані, Алонсон наказує йому їхати додому та зустрітися з дідусем на ім'я Жан де Краон, та запрошувати його надіслати військо на допомогу. Попри ненависть до діда, Монморансі згоджується та їде до Шаптосі. Жан згоджується допомогти, але тільки у випадку одруження Монморансі та його власної кузини — Катерини, бо цій шлюб об'єднає обидві найсильніші родини Бретані. Монморансі відмовляється зрадити Жанну та опиняється у в'язниці. Катерина обіцяє йому збрехати, що він мав з нею фізичну близькість. Жан де Краон додає Монморансі солдат, попри застереження Фламеля, якій вважав, що його онук стане Антихристом та знищить світ. Найманці Ля Гір приходять на допомогу Алонсону, у той же час Філіппіта одужує через силу свого шолому.                                                                                   |                                                                                  |                      |
| 8 | «Повернення Святої Діви» «Seijo no kikan» (聖女の帰還)                           | 25 листопада 2018    |
| Астарот розповідає, що наразі потрібні лише піхви від меча, який схований Володаркою Озера. Але вони зустрічають Уельску воярку Мелорі, яка намагається вкрасти піхви. Астарот встигає обдурити її, Алонсон залишається для битви з Англійцями, використовуючи Мелорі у ролі заручниці, Бастард разом за Астарот повертаються до Орлеана. Армія Річмонд встигає врятувати Алонсона, після чого, брат та сестра зупиняють найманців Ля Тремойля, якій намагався битися з Монморансі. Монморансі та Алонсон прибувають то монастиру з піхвами. Поцілунок Монморансі вилікує Жанну. |                                                                                  |                      |
| 9 | «Танок Білого і Чорного» «Shiro to kuro no bukyoku» (白と黒の舞曲)               | 9 грудня 2018        |
| Повертання Жанни надихає французьку армію й вона вдало атакує Ля Турель. Проте, незабаром Астарот розповідає що друге поранення гарантовано вб'є Жанну, й через це Монморансі наказує її залишатися поза бойових дій. Але повертання раптово Філіппіти змушує Жанну почати з нею дуель. Атака французької армії задає поразку авангарду англійців. Філіппіта бреше про зраду Монмарансі з його власною кузиною. Жанна деморалізована. Щоб врятувати її життя, Монморансі проковтнув другу частину каменю, перетворившись на Уліса. Ґласдейл спробує вбити Жанну, але міст раптово руйнується, й він разом з Філіппітою опиняється у річці. Англійці зазнають поразки. Але у той же час, чорні хмари покривають небо. Шокована Астарот розповідає, що філософський камінь відчинив брами між пеклом та світом. |                                                                                  |                      |
| 10 | «Звір апокаліпсису» «Mokushiroku no kemono» (黙示録の獣)                         | 16 грудня 2018       |
| Французька армія швидко відступає забравши Жанну, яка втратила свідомість. Монморансі намагається зупинити сильного монстра, якій з'явився за минулого, але раптово зазнає поразку, після чого монстр захоплює його тіло. Монморансі бачить давню битву між цим монстром та ченцем, якому допомагає Астарот. Й цей же час, Фламель прибуває до мосту, де розповідає, що він є останнім з тамплієрів, тобто організації, яка намагалась знищити усі філософські камені. Фламель намагається боротися з демоном, але він вбиває його. Ля Гір накладає на себе руки розрізавши власний живіт, щоб опинитися в іншому світі та боротися з демоном, але незабаром також зазнає поразки. Монморансі бачить майбутнє, у якому Жанну було спалено. |                                                                                  |                      |
| 11 | «Утопія, а потім...» «Rakuen, soshite...» (楽園、そして...)                      | 23 грудня 2018       |
| Демон розповідає, що він є шумерським богом Енлілем, після чого повністю отримує контроль над тілом Монморансі. Жанна та Ля Гір роблять другу спробу зупинити демона, але незабаром, Ля Гір отримує поранення, залишив Жанну самотньою. Філіппіта й Ґласдейл намагаються вбити Енліля Списім Лонгина, але Жанна бачить, що Філіппіта також загине від спису та зупиняє його, після чого цілує Енліля, щоб пробудити Монморансі. Після цього, вона опиняється у спогадах Монморансі, де він не впізнає її. Після безлічі спроб дівчина змушує його згадати усе, але Монморансі відмовляється повертатися, бо він знає долю Жанни. Жанна мовить Монморансі, що майбутнє ще не прийшло, й він може змінити його. Монморансі повертає контроль над власним тілом та виганяє з нього Енліля. |                                                                                  |                      |
| 12 | «Прекрасний новий світ» «Kono subarashī sekai ni» (この素晴らしい世界に)         | 30 грудня 2018       |
| Французька армія разом з Монморансі й Жанною задають поразки Енлілю, змушуючи його повертатися до в'язниці в іншому світі. Філіппіта та Ґласдейл роблять останню спробу вбити Жанну, але лицар знімає з Філіппіти шолом, рятуючи її від прокляття чорного Улісу. Орлеан й Ля Турель звільнений французькою армією. Армія Мелорі відступає. Орлеанці святкують перемогу. Монморансі й Жанна повертаються до Шінон, де Шарлатта надає Монморансі чину Маршала Франції та доручає йому захищати Жанну від змовників. Під командуванням Монморансі й Жанни перемагає англійців у Битви під Пате, що відкриває шлях до Реймсу, де Шарлотта офіційно коронована королевою Франції. |                                                                                  |                      |